# Cantada española
La cantada española  (o cantata española) es la adaptación del género musical cantata, originado en Italia a principios del siglo XVII, a las necesidades propias sentidas por los compositores del barroco español. La primera referencia española al término Cantata es de Matías Ruiz Navarro a finales del siglo XVII. El término cantada o cantata no siempre aparece en el título de la obra siendo sustituido por términos como “Aria (o Cantada) al nacimiento” o “Aria (o Cantada) al Santísimo Sacramento” y expresiones similares.
La cantada española comparte características funcionales y formales con los villancicos (empleo de estribillos y coplas), con los tonos y solos y con las cantatas italianas y francesas (en el uso de recitados y arias y esquemas da capo).  La relación que mantienen las cantadas con los tonos humanos (canciones de texto y contenidos profanos) y los tonos divinos (canciones de contenido religioso) son el origen de sus diversas tipologías.
Desde el punto de vista formal, la cantada española añade como peculiaridad la inclusión eventual de diversas secciones de métrica variada que comprenden, junto a recitados y arias, fugas, arietas, minués y graves que se combinan con absoluta libertad. Las estructuras más complejas se suelen encontrar en las dos primeras décadas del siglo XVIII evolucionando posteriormente a formas más sencillas constituidas tan solo por un recitado y un aria. Rítmicamente es frecuente el uso de hemiolias y otras formas hispánicas.
La aparición de estribillos o coplas en las cantadas dificulta en muchos casos la diferenciación con los villancicos, pudiendo hablar entonces de villancicos cantata.
La mayor parte de las cantadas españolas conservadas son a una sola voz y son de origen religioso. Suelen estar instrumentadas con dos violines, dos flautas u oboes con acompañamiento de órgano, clave o arpa. Estructuralmente pueden tener una sección introductoria o un grave, alternándose recitados y arias con coplas y minués para concluir de nuevo con un grave. Así, la estructura de las cantadas a principios del siglo XVIII, empleada en la corte madrileña, se acomodaría a este esquema (Ars Hispana: Consideraciones...):
Estribillo (o Introducción) – Recitado – Aria – Coplas (o Minué) – Grave final 
Las cantadas evolucionaron posteriormente hacia estructuras más simples, como la de tipo Recitado - Aria - Recitado - Aria, muy utilizada por Pedro Rabassa, José de Torres y Antonio Literes, la de tipo Aria-Recitado-Aria, que reproduce el esquema da capo, o las más sencillas del final del periodo constituidas exclusivamente por Recitado y Aria

## Tipos
Al igual que las cantatas, de las que traen su origen, las cantadas españolas pueden ser de dos tipos: cantadas religiosas y cantadas profanas (también denominadas cantadas humanas).  
Las piezas conservadas son mayoritariamente del tipo de cantadas religiosas, ya que era frecuente que en los oficios en los que se interpretaban se imprimieran varios ejemplares, lo que no ocurría con las cantadas profanas.

## Compositores destacados
Las cantadas fueron muy populares en la primera mitad del siglo XVIII y se compusieron centenares de ellas, por lo que los compositores fueron muy numerosos. Entre ellos es preciso destacar a los siguientes:
- Juan Cabanilles (1644-1712)
- Sebastián Durón (1660-1716)
- José de Torres (ca 1670-1738)
- Antonio Literes (1673-1747)
- Pedro Rabassa (1683-1767)
- José Pradas (1689-1757)
- Juan Francés de Iribarren (1698-1767)
- José de Nebra (1702-1768)
- José Antonio Martí (1719-1763)
- Joaquín García (1710-1779)